# Лівермор-Фоллс (переписна місцевість, Мен)
Лівермор-Фоллс (англ. Livermore Falls) — переписна місцевість (CDP) в США, в окрузі Андроскоґґін штату Мен. Населення — 1540 осіб (2020).

## Географія
Лівермор-Фоллс розташований за координатами 44°28′21″ пн. ш. 70°10′51″ зх. д. / 44.47250° пн. ш. 70.18083° зх. д. (44.472574, -70.180804).  За даними Бюро перепису населення США в 2010 році переписна місцевість мала площу 3,39 км², з яких 3,12 км² — суходіл та 0,27 км² — водойми.

## Демографія
Згідно з переписом 2010 року, у переписній місцевості мешкали 1594 особи в 693 домогосподарствах у складі 373 родин. Густота населення становила 470 осіб/км².  Було 831 помешкання (245/км²).
Расовий склад населення:
| - 95,0 % — білих - 0,4 % — чорних або афроамериканців - 0,4 % — азіатів - 0,1 % — корінних американців - 1,6 % — осіб інших рас |

До двох чи більше рас належало 2,4 %. Частка іспаномовних становила 2,8 % від усіх жителів.
За віковим діапазоном населення розподілялося таким чином: 24,8 % — особи молодші 18 років, 59,0 % — особи у віці 18—64 років, 16,2 % — особи у віці 65 років та старші. Медіана віку мешканця становила 37,7 року. На 100 осіб жіночої статі у переписній місцевості припадало 91,8 чоловіків;  на 100 жінок у віці від 18 років та старших — 88,8 чоловіків також старших 18 років.
Середній дохід на одне домашнє господарство  становив 39 046 доларів США (медіана — 30 903), а середній дохід на одну сім'ю — 55 819 доларів (медіана — 46 771). За межею бідності перебувало 20,1 % осіб, у тому числі 20,0 % дітей у віці до 18 років та 13,3 % осіб у віці 65 років та старших.
Цивільне працевлаштоване населення становило 526 осіб. Основні галузі зайнятості: освіта, охорона здоров'я та соціальна допомога — 18,8 %, виробництво — 16,5 %, роздрібна торгівля — 15,4 %.